# La Chapelle-Saint-Ursin
Pour les articles homonymes, voir La Chapelle.
La Chapelle-Saint-Ursin est une commune française située dans le département du Cher, en région Centre-Val de Loire.

## Géographie

### Localisation
| Marmagne    |                         |         |
|             | La Chapelle-Saint-Ursin | Bourges |
| Morthomiers | Le Subdray              |         |

### Climat
Pour des articles plus généraux, voir Climat du Centre-Val de Loire et Climat du Cher.
En 2010, le climat de la commune est de type climat océanique dégradé des plaines du Centre et du Nord, selon une étude du CNRS s'appuyant sur une série de données couvrant la période 1971-2000. En 2020, Météo-France publie une typologie des climats de la France métropolitaine dans laquelle la commune est exposée à un climat océanique altéré et est dans la région climatique  Centre et contreforts nord du Massif Central, caractérisée par un air sec en été et un bon ensoleillement. 
Pour la période 1971-2000, la température annuelle moyenne est de 11,1 °C, avec une amplitude thermique annuelle de 15,6 °C. Le cumul annuel moyen de précipitations est de 731 mm, avec 11,2 jours de précipitations en janvier et 7,2 jours en juillet. Pour la période 1991-2020, la température moyenne annuelle observée sur la station météorologique la plus proche, située sur la commune de Bourges à 6 km à vol d'oiseau, est de 12,1 °C et le cumul annuel moyen de précipitations est de 742,7 mm,. Pour l'avenir, les paramètres climatiques de la commune estimés pour 2050 selon différents scénarios d'émission de gaz à effet de serre sont consultables sur un site dédié publié par Météo-France en novembre 2022.

## Urbanisme

### Typologie
Au 1er janvier 2024, La Chapelle-Saint-Ursin est catégorisée bourg rural, selon la nouvelle grille communale de densité à 7 niveaux définie par l'Insee en 2022.
Elle appartient à l'unité urbaine de Bourges, une agglomération intra-départementale dont elle est une commune de la banlieue,. Par ailleurs la commune fait partie de l'aire d'attraction de Bourges, dont elle est une commune de la couronne,. Cette aire, qui regroupe 111 communes, est catégorisée dans les aires de 50 000 à moins de 200 000 habitants,.

### Occupation des sols
L'occupation des sols de la commune, telle qu'elle ressort de la base de données européenne d’occupation biophysique des sols Corine Land Cover (CLC), est marquée par l'importance des territoires agricoles (51,2 % en 2018), en diminution par rapport à 1990 (61,3 %). La répartition détaillée en 2018 est la suivante : 
terres arables (46,8 %), zones urbanisées (24,2 %), zones industrielles ou commerciales et réseaux de communication (14,4 %), milieux à végétation arbustive et/ou herbacée (7,4 %), prairies (4,3 %), forêts (2,8 %), zones agricoles hétérogènes (0,1 %).
L'évolution de l’occupation des sols de la commune et de ses infrastructures peut être observée sur les différentes représentations cartographiques du territoire : la carte de Cassini (XVIIIe siècle), la carte d'état-major (1820-1866) et les cartes ou photos aériennes de l'IGN pour la période actuelle (1950 à aujourd'hui).

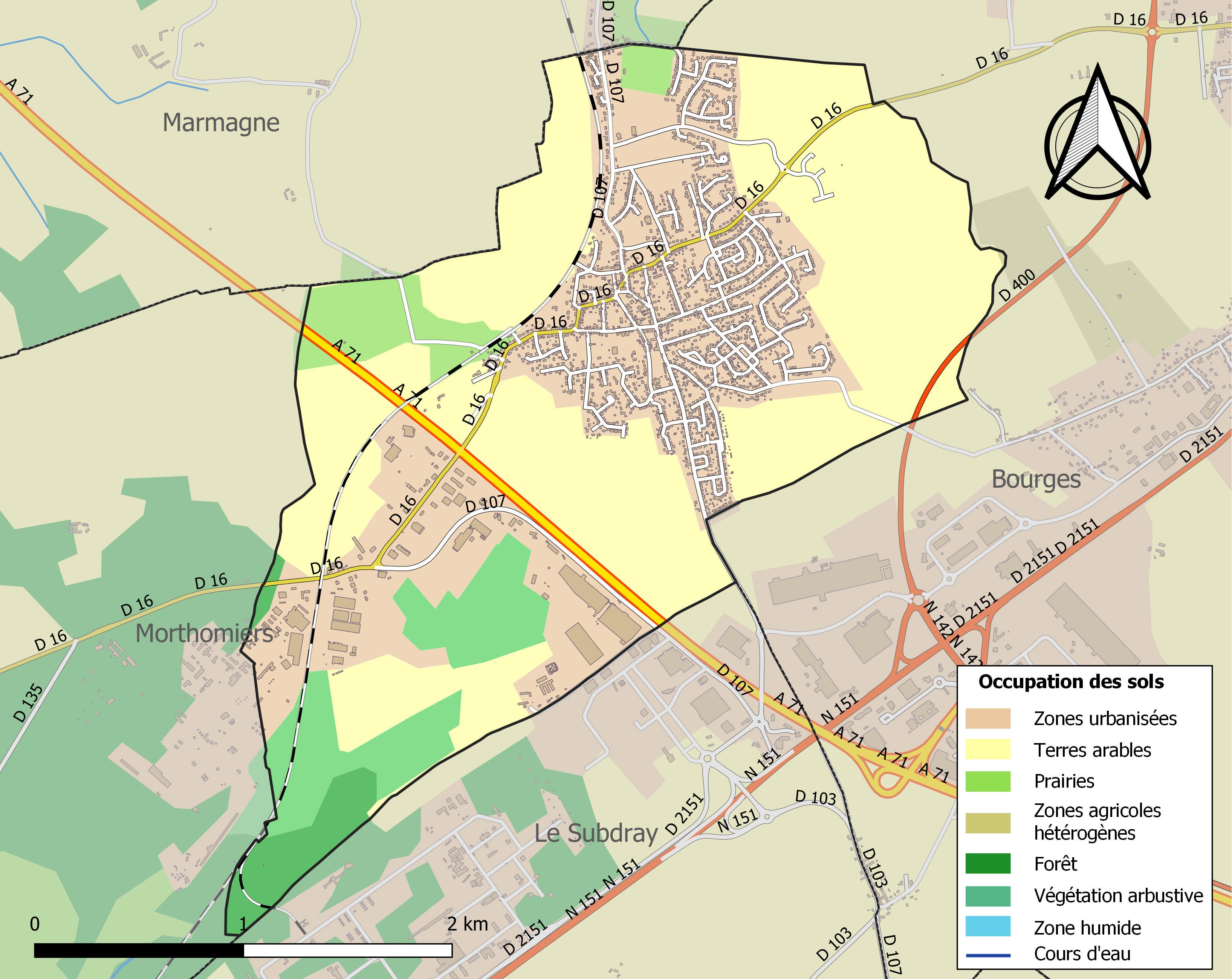
Carte des infrastructures et de l'occupation des sols de la commune en 2018 (CLC).

### Risques majeurs
Le territoire de la commune de La Chapelle-Saint-Ursin est vulnérable à différents aléas naturels : météorologiques (tempête, orage, neige, grand froid, canicule ou sécheresse), mouvements de terrains et séisme (sismicité faible). Il est également exposé à deux risques technologiques,  le transport de matières dangereuses et  le risque industriel. Un site publié par le BRGM permet d'évaluer simplement et rapidement les risques d'un bien localisé soit par son adresse soit par le numéro de sa parcelle.

#### Risques naturels

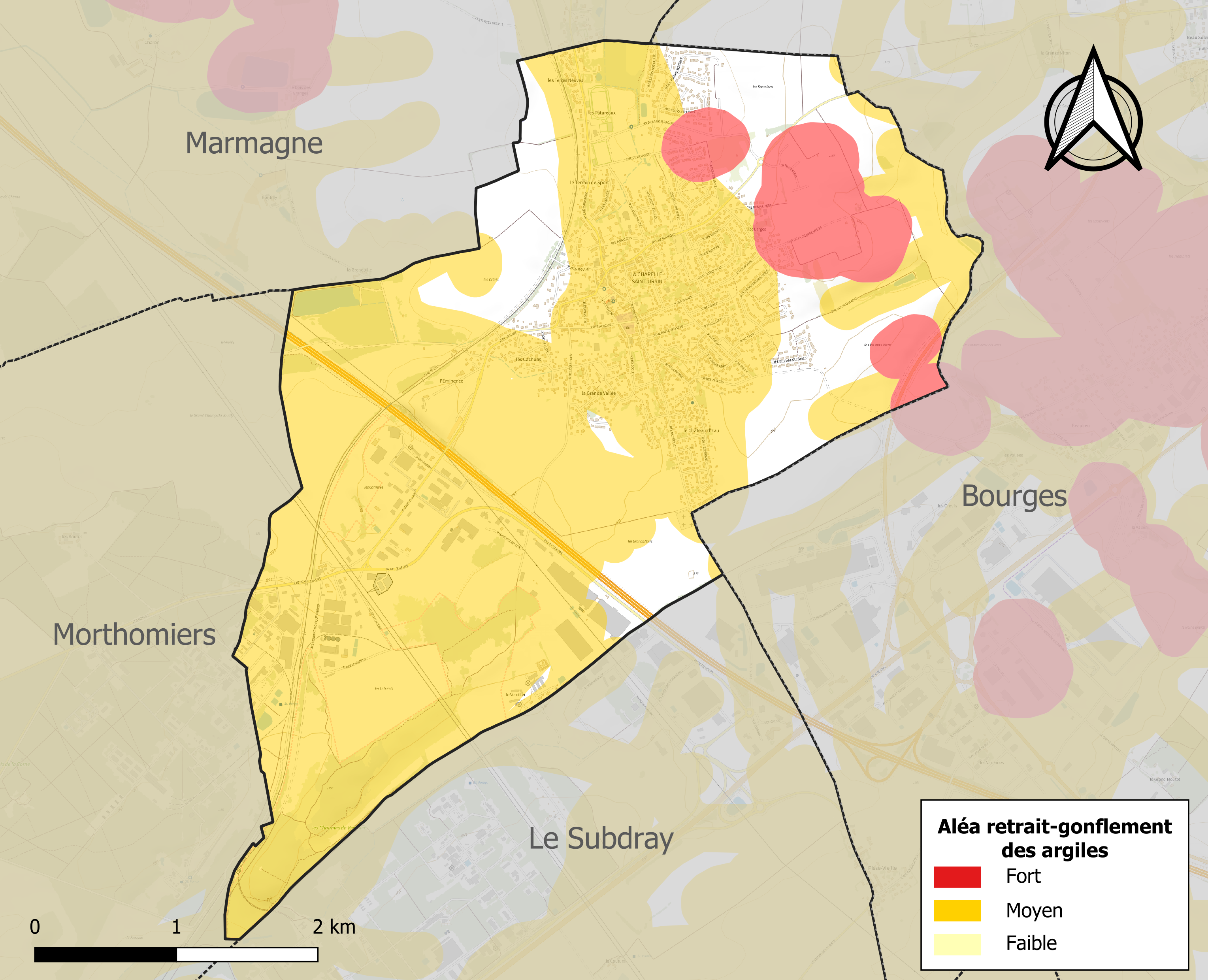
Carte des zones d'aléa retrait-gonflement des sols argileux de La Chapelle-Saint-Ursin.

La commune est vulnérable au risque de mouvements de terrains constitué principalement du retrait-gonflement des sols argileux. Cet aléa est susceptible d'engendrer des dommages importants aux bâtiments en cas d’alternance de périodes de sécheresse et de pluie. 83,8 % de la superficie communale est en aléa moyen ou fort (90 % au niveau départemental et 48,5 % au niveau national). Sur les 1 522 bâtiments dénombrés sur la commune en 2019, 1405 sont en aléa moyen ou fort, soit 92 %, à comparer aux 83 % au niveau départemental et 54 % au niveau national. Une cartographie de l'exposition du territoire national au retrait gonflement des sols argileux est disponible sur le site du BRGM,.
Concernant les mouvements de terrains, la commune a été reconnue en état de catastrophe naturelle au titre des dommages causés par la sécheresse en 1989, 1991, 1997, 2006, 2011, 2018 et 2019 et par des mouvements de terrain en 1999.

#### Risques technologiques
La commune est exposée au risque industriel du fait de la présence sur son territoire d'une entreprise soumise à la directive européenne SEVESO.
Le risque de transport de matières dangereuses sur la commune est lié à sa traversée par des infrastructures routières ou ferroviaires importantes ou la présence d'une canalisation de transport d'hydrocarbures. Un accident se produisant sur de telles infrastructures est en effet susceptible d’avoir des effets graves au bâti ou aux personnes jusqu’à 350 m, selon la nature du matériau transporté. Des dispositions d’urbanisme peuvent être préconisées en conséquence.

## Histoire
Caractérisée par la présence de sépulture protohistorique et d'habitats gallo-romains, la ville tire son nom de Saint Ursin, évêque de Bourges.
Elle doit son expansion à la construction de l'usine d'armement construite par Louis Billant après la Première Guerre mondiale pour compléter celle du Prado à Bourges, construite pendant la guerre après l'accident de celle de la Butte aux Cailles dans le quartier de  Tolbiac (Paris).
En 2001, le site appartient au GIAT qui y fabrique entre autres des obus. Il s'agit actuellement du premier centre de production de KNDS France.

## Politique et administration

### Tendances politiques et résultats
| Scrutin             | Scrutin             | 1er tour | 1er tour  | 1er tour | 1er tour | 1er tour | 1er tour | 1er tour | 1er tour  | 1er tour | 1er tour | 1er tour | 1er tour | 2d tour | 2d tour | 2d tour | 2d tour | 2d tour | 2d tour |
| Scrutin             | Scrutin             | 1er      | 1er       | %        | 2e       | 2e       | %        | 3e       | 3e        | %        | 4e       | 4e       | %        | 1er     | 1er     | %       | 2e      | 2e      | %       |
| ------------------- | ------------------- | -------- | --------- | -------- | -------- | -------- | -------- | -------- | --------- | -------- | -------- | -------- | -------- | ------- | ------- | ------- | ------- | ------- | ------- |
| Présidentielle 2017 | Présidentielle 2017 |          | EM        | 28,25    |          | FN       | 23,12    |          | LFI       | 19,40    |          | LR       | 14,62    |         | EM      | 64,90   |         | FN      | 35,10   |
| Présidentielle 2022 | Présidentielle 2022 |          | RN        | 28,44    |          | LREM     | 27,95    |          | LFI       | 15,83    |          | REC      | 6,31     |         | LREM    | 53,04   |         | RN      | 46,96   |
| Législatives 2022   | 2e                  |          | PCF-Nupes | 41,58    |          | RN       | 22,41    |          | MoDem-Ens | 20,08    |          | LR       | 7,45     |         | PCF     | 57,65   |         | RN      | 42,35   |
| Législatives 2024   | 2e                  |          | RN        | 41,66    |          | PCF-NFP  | 25,72    |          | MoDem-Ens | 24,09    |          | DVD      | 6,22     |         | RN      | 50,89   |         | PCF     | 49,11   |

### Liste des maires
| Période                                  | Période    | Identité          | Étiquette | Qualité |
| ---------------------------------------- | ---------- | ----------------- | --------- | --- |
| avant 1971                               | 1971       | Pierre Boucle     |           | |
| 1971                                     | 1985       | Roland Loisel     | DVD       | Militaire |
| 1985                                     | mars 1989  | Henri Jordannet   | DVD       | |
| mars 1989                                | avril 2023 | Yvon Beuchon,     | DVG       | Cadre de la fonction publique conseiller général du Canton de Saint-Doulchard (2001-2015) 6e vice-président de Bourges Plus (2020 → 2023) suppléant du député PCF Nicolas Sansu (2022-2024) |
| 12 avril 2023                            | En cours   | Jean-Marie Vollot |           | 6e vice-président de Bourges Plus (2023 → en cours ) |
| Les données manquantes sont à compléter. |            |                   |           | |

## Démographie
L'évolution du nombre d'habitants est connue à travers les recensements de la population effectués dans la commune depuis 1793. Pour les communes de moins de 10 000 habitants, une enquête de recensement portant sur toute la population est réalisée tous les cinq ans, les populations de référence des années intermédiaires étant quant à elles estimées par interpolation ou extrapolation. Pour la commune, le premier recensement exhaustif entrant dans le cadre du nouveau dispositif a été réalisé en 2008.

En 2022, la commune comptait 3 687 habitants, en évolution de +6,1 % par rapport à 2016 (Cher : −2,48 %, France hors Mayotte : +2,11 %).
| 1793 | 1800 | 1806 | 1821 | 1831 | 1836 | 1841 | 1846 | 1851 |
| ---- | ---- | ---- | ---- | ---- | ---- | ---- | ---- | ---- |
| 243  | 302  | 347  | 286  | 299  | 342  | 347  | 418  | 508  |

| 1856 | 1861 | 1866 | 1872 | 1876 | 1881 | 1886 | 1891 | 1896 |
| ---- | ---- | ---- | ---- | ---- | ---- | ---- | ---- | ---- |
| 535  | 701  | 844  | 745  | 724  | 768  | 756  | 550  | 478  |

| 1901 | 1906 | 1911 | 1921 | 1926 | 1931 | 1936 | 1946 | 1954 |
| ---- | ---- | ---- | ---- | ---- | ---- | ---- | ---- | ---- |
| 483  | 483  | 450  | 433  | 431  | 453  | 504  | 536  | 592  |

| 1962 | 1968  | 1975  | 1982  | 1990  | 1999  | 2006  | 2008  | 2013  |
| ---- | ----- | ----- | ----- | ----- | ----- | ----- | ----- | ----- |
| 859  | 1 326 | 1 953 | 2 430 | 2 890 | 3 193 | 3 206 | 3 209 | 3 331 |

| 2018  | 2022  | - | - | - | - | - | - | - |
| ----- | ----- | - | - | - | - | - | - | - |
| 3 609 | 3 687 | - | - | - | - | - | - | - |

## Culture locale et patrimoine

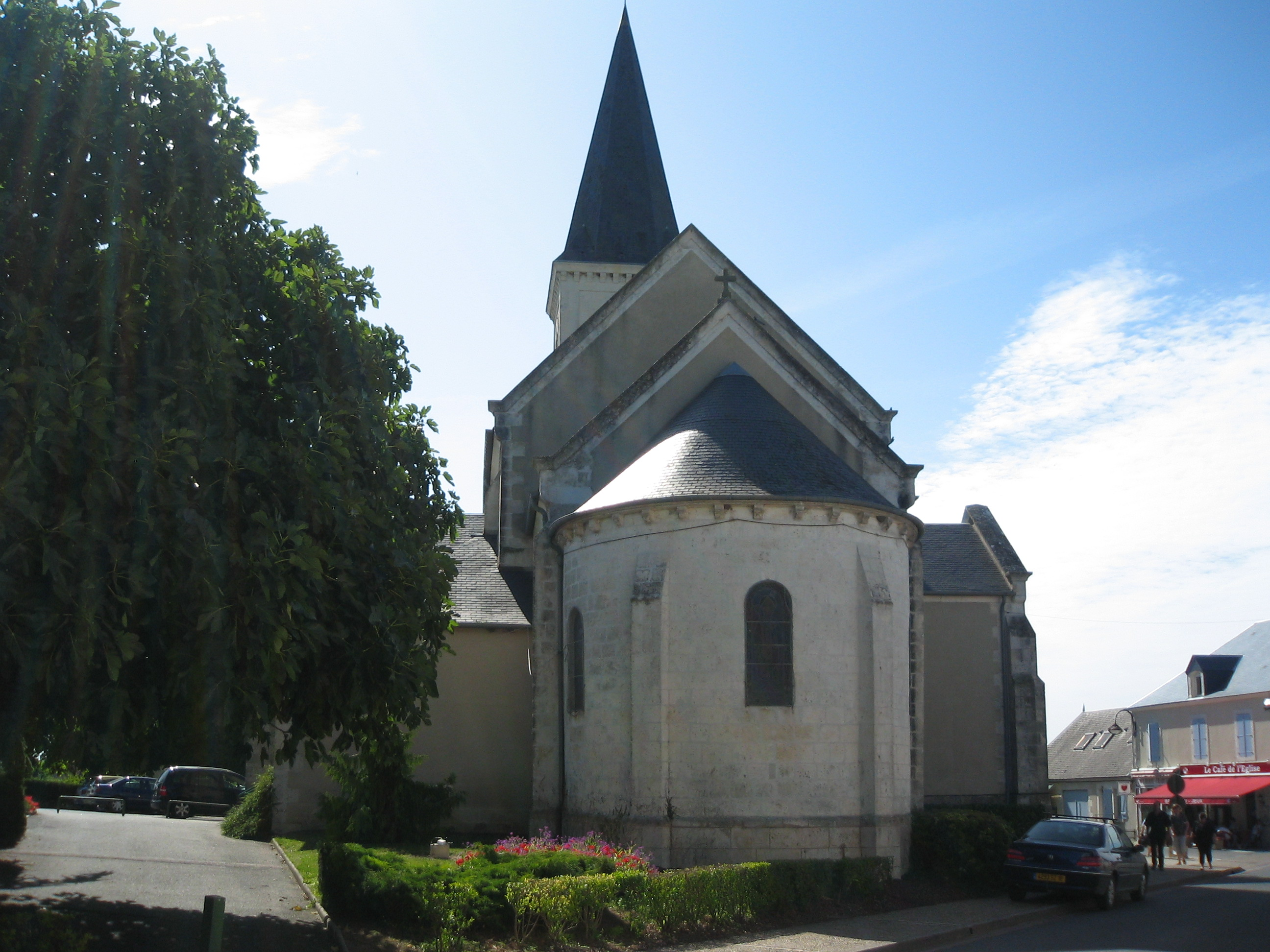
Chevet de l'église Saint-Ursin.

### Lieux et monuments
- Église Saint-Ursin, remaniée au XIXe siècle : parties XIIe siècle ; 2 chapelles XVe siècle.

### Personnalités liées à la commune
- Théophile Moreux (1867-1954), astronome et vulgarisateur, a fait ses classes primaires à La Chapelle-Saint-Ursin.

### Cadre de vie
Dans son palmarès 2016, le Conseil National des Villes et Villages Fleuris de France a attribué deux fleurs à la commune au Concours des villes et villages fleuris.

### Héraldique
| Blason de Chapelle-Saint-Ursin (La) | Blason  | D’azur à la bande d’or chargée de trois tiercefeuilles versées de gueules, accompagnée en chef de saint Ursin en évêque bénissant d’or et en pointe d’une chapelle du même |
| Blason de Chapelle-Saint-Ursin (La) | Détails | Armes parlantes (chapelle + saint Ursin). La chapelle et saint Ursin évoquent le sanctuaire élevé sur le tombeau de l'évêque. Les tiercefeuilles rappellent les orchidées qui poussent naturellement sur le territoire de la commune. Le bleu évoque le ciel et le jaune la couleur des blés. Adopté le 21 décembre 1988 |